# Perilampidae
Perilampidae zijn een familie vliesvleugeligen (Hymenoptera). De familie bestaat uit ongeveer 2880 soorten.

## Taxonomie
De volgende geslachten zijn bij de familie ingedeeld:
- Aperilampus Walker, 1871
- Austrotoxeuma Girault, 1929
- Brachyelatus Hoffer & Novicky, 1954
- Burksilampus Boucek, 1978
- Chrysolampus Spinola, 1811
- Chrysomalla Forster, 1859
- Elatomorpha Zerova, 1970
- Euperilampus Walker, 1871
- Jambiya Heraty & Darling
- Krombeinius Boucek, 1978
- Monacon Waterston, 1922
- Parelatus Girault, 1916
- Perilampus Latreille, 1809
- Philomides Haliday, 1862
- Sericops Kriechbaumer, 1894
- Sinoperilampites Hong, 2002
- Steffanolampus Peck, 1974